# What Goes Around... Comes Around
„What Goes Around... Comes Around” este un cântec înregistrat de către compozitorul și cântărețul american Justin Timberlake pentru al doilea lui album de studio, FutureSex/LoveSounds (2006). A fost scris și produs de Timberlake, Timbaland și Danja. După spusele lui Timberlake, cântecul înfățișează neglijența și uitarea, și a fost descris de câțiva critici ca fiind o continuare a single-lui din 2002, „Cry Me a River”. Cântecul a primit în general păreri bune din partea criticilor muzicali.
Acesta a fost trimis spre radio-urile din SUA pe 8 ianuarie 2007 ca și al treilea single al albumului. A devenit al treilea cel mai bun hit conscutiv al lui Timberlake în BillboardHot 100. Internațional, cântecul a fosr de asemenea un succes, atingând topul 10 în țări precum Regatul Unit, Canada, Noua Zeelandă, Germania și Australia. Single-ul a fost mai târziu premiat cu două discuri de platină în Australia cât și unul de aur în SUA și Noua Zeelandă. Melodia a primit păreri pozitive din partea criticilor muzicali. A câștigat de asemenea premiul pentru Cea mai bună performanță vocală pop masculină la ediția a 50-a a premiilor Grammy, unde a primit și o nominalizare pentru Cântecul Anului.
Samuel Bayer a regizat videoclipul piesei care a fost lansat pe 7 februarie 2007. Actrița Scarlett Johansson joacă rolul iubitei lui Timberlake în videoclip. Videoclipul a primit premiul pentru Cea mai bună regizare la premiile MTV Video Music Awards din 2007, unde a primit de asemenea o nominalizare pentru Videoclipul Anului.

## Versiuni
CD single (Regatul Unit)
1. „What Goes Around... Comes Around” (Radio Edit)  – 5:13
2. „Boutique in Heaven” – 4:08
3. „What Goes Around... Comes Around” (Wookie Mix Radio Edit)  – 3:55
4. „What Goes Around... Comes Around” (Sebastien Leger Mix Radio Edit)  – 4:14
5. „What Goes Around... Comes Around” (Junkie XL Small Room Mix)  – 4:55

CD single (Australia)
1. „What Goes Around... Comes Around” (Radio Edit)  – 5:13
2. „Boutique in Heaven” – 4:08
3. „What Goes Around... Comes Around” (Mysto & Pizzi Main Mix)  – 7:43
4. „What Goes Around... Comes Around” (Junkie XL Small Room Mix)  – 4:55

## Topuri și certificații
| Top (2007)                           | Poziția de top |
| ------------------------------------ | -------------- |
| Australia (ARIA)                     | 3              |
| Austria (Ö3 Austria Top 40)          | 5              |
| Belgia (Ultratop 50 Flanders)        | 8              |
| Belgia (Ultratop 50 Wallonia)        | 17             |
| Cehia (Rádio Top 100)                | 10             |
| Canada (Canadian Hot 100)            | 3              |
| Danemarca (Tracklisten)              | 3              |
| Europa (European Hot 100 Singles)    | 1              |
| Finlanda (Suomen virallinen lista)   | 3              |
| Franța (SNEP)                        | 5              |
| Germania (Media Control Charts)      | 5              |
| Ungaria (Rádiós Top 40)              | 5              |
| Ungaria (Dance Top 40)               | 39             |
| Irlanda (IRMA)                       | 6              |
| Italia (FIMI)                        | 11             |
| Netherlands (Dutch Top 40)           | 6              |
| Noua Zeelandă (Recorded Music NZ)    | 3              |
| Norvegia (VG-lista)                  | 7              |
| Slovacia (Rádio Top 100)             | 5              |
| Spania (PROMUSICAE)                  | 1              |
| Suedia (Sverigetopplistan)           | 5              |
| Elveția (Schweizer Hitparade)        | 5              |
| UK Singles (Official Charts Company) | 4              |
| US Billboard Hot 100                 | 1              |
| US Mainstream Top 40 (Billboard)     | 1              |
| US Hot R&B/Hip-Hop Songs (Billboard) | 76             |
| US Hot Dance Club Songs (Billboard)  | 17             |
| US Adult Top 40 (Billboard)          | 15             |
| Venezuela Pop Rock (Record Report)   | 6              |

| Top (2007)                      | Poziție |
| ------------------------------- | ------- |
| Australian Singles Chart        | 31      |
| Austrian Singles Chart          | 33      |
| Belgia (Flanders) Singles Chart | 47      |
| Belgia (Wallonia) Singles Chart | 73      |
| Dutch Singles Chart             | 47      |
| French Singles Chart            | 56      |
| German Singles Chart            | 34      |
| Hungarian Airplay Chart         | 48      |
| Italian Singles Chart           | 36      |
| New Zealand Singles Chart       | 25      |
| Swedish Singles Chart           | 70      |
| Swiss Singles Chart             | 17      |
| UK Singles Chart                | 28      |
| US Billboard Hot 100            | 22      |

| Țară          | Certificație |
| ------------- | ------------ |
| Australia     | 2× Platină   |
| Noua Zeelandă | Aur          |
| SUA           | Aur          |

## Datele lansării
| Țara         | Data              | Format                     | Casa de discuri |
| ------------ | ----------------- | -------------------------- | --------------- |
| SUA          | 19 decembrie 2006 | Versiune digitală          | Jive Records    |
| SUA          | 8 ianuarie 2007   | Radio ritmic și mainstream | Jive Records    |
| Regatul Unit | 3 martie 2007     | CD single                  | RCA Records     |